# Lúcio Víbio Sabino
Lúcio Víbio Sabino (em latim: Lucius Vibius Sabinus; m. 83 ou 84) foi um senador romano do século I d.C. Pouco se sabe sobre sua família além do fato de ela deter o status consular. Há uma possibilidade de Sabino ser parente de Lúcio Júnio Quinto Víbio Crispo e de seu irmão Quinto Víbio Segundo. Lúcio Júnio serviu primeiro como legado na Hispânia Citerior e foi por três vezes cônsul sufecto durante os reinados dos imperadores Nero (r. 54-68), Vespasiano (r. 69-79) e Domiciano (r. 81-96). Quinto Segundo serviu como cônsul sufecto em 86 e, em 113, serviu como procônsul da Ásia.
Sabino era, possivelmente, amigo dos senadores Cneu Árrio Antonino, Marco Ânio Vero e do futuro imperador Trajano.
Entre 81 e 82, Sabino casou-se com a sobrinha de Trajano, Salonina Matídia. No ano seguinte, ela deu-lhe uma filha, Víbia Sabina (83 - 136/137). Logo depois do nascimento dela, Sabino morreu. Víbia se casaria no futuro com seu primo distante pelo lado materno — e herdeiro de Trajano — o futuro imperador Adriano, tornando-se assim imperatriz romana.